# Mistrzostwa Europy w Biathlonie 1996
Mistrzostwa Europy w Biathlonie 1996 odbyły się we włoskiej miejscowości Ridnaun. Rozegrane zostały 3 konkurencje: bieg indywidualny, bieg sprinterski i bieg sztafetowy. Wszystkie konkurencje zostały rozegrane dla mężczyzn i kobiet seniorów oraz juniorów. W sumie odbyło się 12 biegów. 

## Wyniki Kobiet

### Bieg indywidualny - 15 km[1]
- Data:

| Medal | Zawodnik       | Narodowość |
| ----- | -------------- | ---------- |
|       | Andreja Grasič | Słowenia   |
|       | Olga Mielnik   | Rosja      |
|       | Anna Stera     | Polska     |

### Bieg sztafetowy - 3 x 7,5 km[2]
- Data:

| Medal | Drużyna                                                                   |
| ----- | ------------------------------------------------------------------------- |
|       | Rosja · Olga Mielnik · Galina Kuklewa · Olga Romaśko                      |
|       | Ukraina · Tetiana Wodopjanowa · Wałentyna Cerbe-Nesina · Ołena Zubryłowa  |
|       | Białoruś · Natalja Ryżenkowa · Natalja Piermiakowa · Swietłana Paramygina |

### Bieg sprinterski - 7,5 km[3]
- Data:

| Medal | Zawodnik       | Narodowość |
| ----- | -------------- | ---------- |
|       | Eva Háková     | Czechy     |
|       | Soňa Mihoková  | Słowacja   |
|       | Galina Kuklewa | Rosja      |

## Wyniki Kobiet (juniorki)

### Bieg indywidualny - 12,5 km
- Data:

| Medal | Zawodnik | Narodowość |
| ----- | -------- | ---------- |
|       |          |            |
|       |          |            |
|       |          |            |

### Bieg sztafetowy - 3 x 7,5 km
- Data:

| Medal | Drużyna |
| ----- | ------- |
|       |         |
|       |         |
|       |         |

### Bieg sprinterski - 7,5 km
- Data:

| Medal | Zawodnik | Narodowość |
| ----- | -------- | ---------- |
|       |          |            |
|       |          |            |
|       |          |            |

## Wyniki Mężczyzn

### Bieg indywidualny - 20 km[4]
- Data:

| Medal | Zawodnik         | Narodowość |
| ----- | ---------------- | ---------- |
|       | Siergiej Tarasow | Rosja      |
|       | Siergiej Rożkow  | Rosja      |
|       | Aleksandr Popow  | Białoruś   |

### Bieg sztafetowy - 4 x 7,5 km[5]
- Data:

| Medal | Drużyna                                                                          |
| ----- | -------------------------------------------------------------------------------- |
|       | Rosja · Wiktor Majgurow · Władimir Draczow · Siergiej Rożkow · Aleksiej Kobielew |
|       | Białoruś · Ołeksij Ajdarow · Oleg Ryżenkow · Wadim Saszurin · Aleksandr Popow    |
|       | Niemcy · Ulf Karkoschka · Marco Morgenstern · Jan Wüstenfeld · Carsten Heymann   |

### Bieg sprinterski - 10 km[6]
- Data:

| Medal | Zawodnik         | Narodowość |
| ----- | ---------------- | ---------- |
|       | Władimir Draczow | Rosja      |
|       | Siergiej Tarasow | Rosja      |
|       | Oleg Ryżenkow    | Białoruś   |

## Wyniki Mężczyzn (juniorzy)

### Bieg indywidualny - 15 km
- Data:

| Medal | Zawodnik | Narodowość |
| ----- | -------- | ---------- |
|       |          |            |
|       |          |            |
|       |          |            |

### Bieg sztafetowy - 4 x 7,5 km
- Data:

| Medal | Drużyna |
| ----- | ------- |
|       |         |
|       |         |
|       |         |

### Bieg sprinterski - 10 km
- Data:

| Medal | Zawodnik | Narodowość |
| ----- | -------- | ---------- |
|       |          |            |
|       |          |            |
|       |          |            |

## Tabela Medalowa
| Miejsce | Państwo |  |  |  | Razem |
| ------- | ------- |  |  |  | ----- |
| 1.      |         |  |  |  |       |
| 2.      |         |  |  |  |       |
| 3.      |         |  |  |  |       |
| 4.      |         |  |  |  |       |
| 5.      |         |  |  |  |       |
| 6.      |         |  |  |  |       |
| 7.      |         |  |  |  |       |
| 8.      |         |  |  |  |       |
| 9.      |         |  |  |  |       |
| 10.     |         |  |  |  |       |